# Бергисдорф
Бергисдорф (нем. Bergisdorf) — коммуна в Германии, в земле Саксония-Анхальт. 
Входит в состав района Бургенланд. Подчиняется управлению Дройсигер-Цайтцер Форст.  Население составляет 412 человек (на 31 декабря 2006 года). Занимает площадь 6,63 км². Официальный код  —  15 2 56 007.